# The Archive (EP)
«The Archive» (en español: «El Archivo») es el sexto Extended play y el primero promocional de la banda estadounidense de rock alternativo Imagine Dragons. Fue lanzado el 12 de febrero de 2013 por medio de KIDinaKORNER e Interscope Records en la ITunes de Estados Unidos por tiempo limitado.

## Publicación
«The Archive» fue lanzado con la finalidad de promocionar algunos de los temas que formarían parte de la edición «Deluxe» del álbum debut de la agrupación, «Night Visions», previo a su publicación en los Estados Unidos.
Una vez que la edición «Deluxe» del álbum fue lanzado en los Estados Unidos el 2 de abril de 2013, «The Archive» fue bajado de la tienda de forma permanente, estando ahí hasta por 48 días en la iTunes Store.

## Lista de canciones
| The Archive: Descarga digital |                   |          |  |
| N.º                           | Título            | Duración |  |
| 1.                            | «Round And Round» | 3:18     |  |
| 2.                            | «The River»       | 3:25     |  |
| 3.                            | «America»         | 4:34     |  |
| 4.                            | «Selene»          | 4:01     |  |
| 5.                            | «My Fault»        | 2:57     |  |
| 18:15                         |                   |          |  |

## Créditos
Adaptados del booklet de la edición «Deluxe» de «Night Visions». Todas las canciones son interpretadas por Imagine Dragons.
Round And Round
- Escrito por Dan Reynolds, Wayne Sermon, Ben McKee y Alex Da Kid.
- Producido por Imagine Dragons y Alex Da Kid para KIDinaKORNER.
- Publicado por KIDinaKORNER / Universal, Songs of Universal, Inc. (BMI) o/b/o Alexander Grant.
- Grabado en “Westlake Studios”.
- Ingeniería por Charlie Stavish.
- Mezclado por Manny Marroquin en “Larrabee Studios”.
- Masterizado por Joe LaPorta en “The Lodge”.

℗ 2012 KIDinaKORNER/Interscope Records
The River
- Escrito por Dan Reynolds, Wayne Sermon y Ben McKee.
- Producido por Brandon Darner e Imagine Dragons.
- Publicado por KIDinaKORNER / Universal.
- Grabado por Mark Everton Gray en “The Studio at the Palms”.
- Mezclado por Mark Needham en “The Ballroom Studio”.
- Asistente de Mezcla: Will Brierre.
- Masterizado por Joe LaPorta en “The Lodge”.

℗ 2012 KIDinaKORNER/Interscope Records
America
- Escrito por Dan Reynolds, Wayne Sermon y Ben McKee.
- Producido por Imagine Dragons.
- Publicado por KIDinaKORNER / Universal.
- Grabado y Mezclado por Mark Everton Gray en “The Studio at the Palms”.
- Masterizado por Joe LaPorta en “The Lodge”.

℗ 2012 KIDinaKORNER/Interscope Records
Selene
- Escrito por Dan Reynolds, Wayne Sermon y Ben McKee.
- Producido por Imagine Dragons.
- Publicado por KIDinaKORNER / Universal.
- Grabado y Mezclado por Robert Root en “Battle Born Studio”.
- Masterizado por Joe LaPorta en “The Lodge”.

℗ 2012 KIDinaKORNER/Interscope Records
My Fault
- Escrito por Dan Reynolds, Wayne Sermon, Ben McKee y Alex Da Kid.
- Producido por Alex Da Kid para KIDinaKORNER e Imagine Dragons.
- Publicado por KIDinaKORNER / Universal, Songs of Universal, Inc. (BMI) o/b/o Alexander Grant.
- Guitarra Adicional por J Browz para KIDinaKORNER.
- Grabado en “Westlake Studios”.
- Ingeniería por Charlie Stavish.
- Mezclado por Manny Marroquin en “Larrabee Studios”.
- Masterizado por Joe LaPorta en “The Lodge”.

℗ 2012 KIDinaKORNER/Interscope Records
Imagine Dragons
- Dan Reynolds: Voz (en todas las canciones).
- Wayne Sermon: Guitarra (en todas las canciones).
- Ben McKee: Bajo (en todas las canciones).
- Daniel Platzman: Batería (en todas las canciones).

Músicos Adicionales
- Andrew Tolman: Batería (en «The River», «America» y «Selene»).
- Brittany Tolman: Voz y Teclados (en «The River», «America» y «Selene»).

## Listas

### Semanales
| País           | Lista (2013)                 | Mejor Posición |
| -------------- | ---------------------------- | -------------- |
| Estados Unidos | Billboard 200                | 134            |
| Estados Unidos | Billboard Rock Albums        | 35             |
| Estados Unidos | Billboard Alternative Albums | 24             |

## Historial de lanzamientos
| Región         | Fecha                 | Formato          | Etiqueta           |
| -------------- | --------------------- | ---------------- | ------------------ |
| Estados Unidos | 12 de febrero de 2013 | Descarga digital | Interscope Records |